# De Boekenjagers
De Boekenjagers is een vzw en facebookgroep gebaseerd op het te vondeling leggen van boeken in Vlaanderen. In Wallonië bestond een dergelijk initiatief reeds, en het kreeg tevens navolging in Nederland en Frankrijk.
Het is de bedoeling dat je als boekenjager een waterdicht verpakt boek achterlaat met een verwijzing naar de facebookgroep. Daarna plaats je een foto of een hint op de facebookpagina waar het boek zich bevindt. Vervolgens kunnen boekenjagers op zoek gaan naar het boek.

## Historie

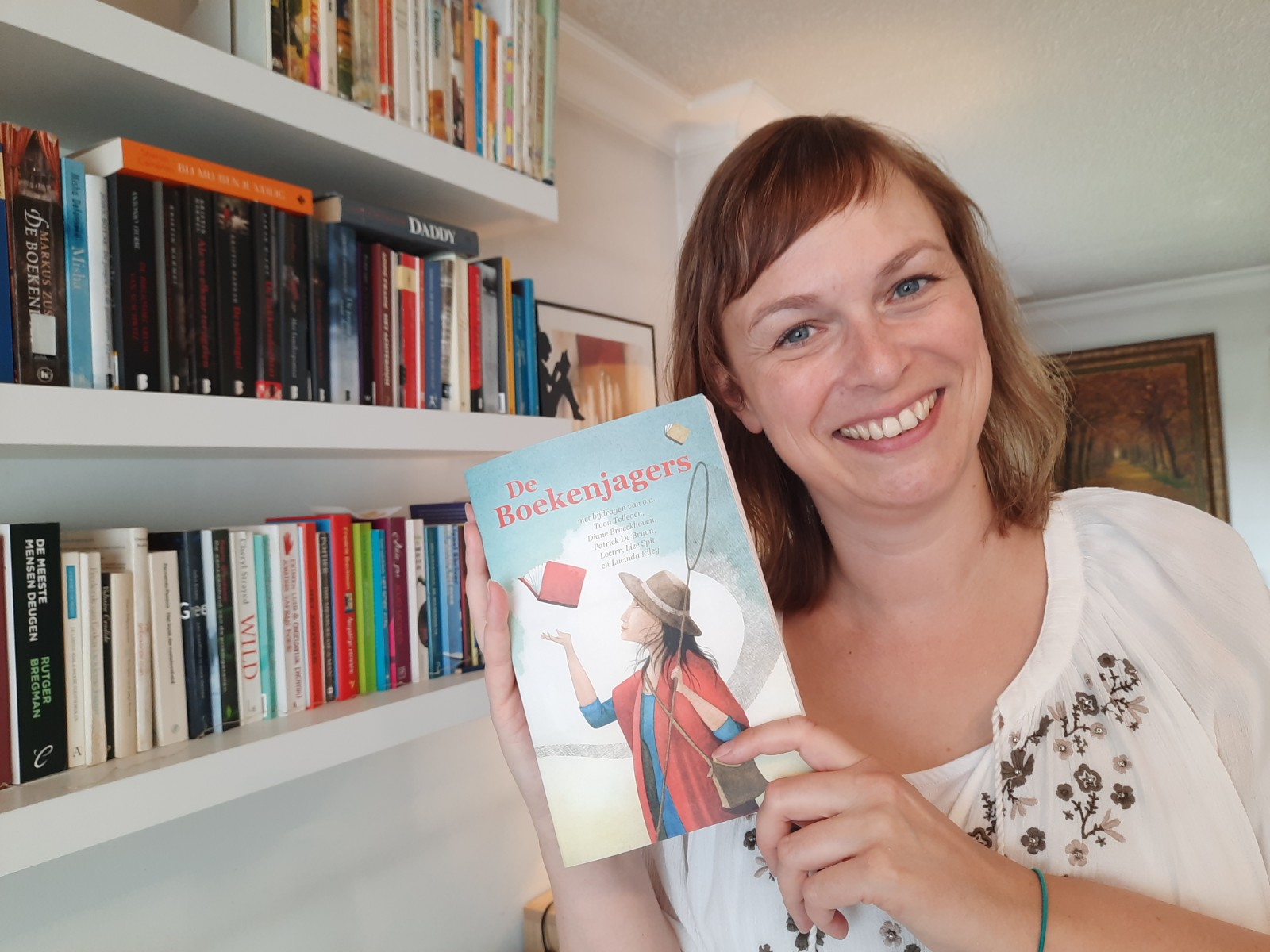
De boekenjagers: initiatief van Veerle Nijs

In augustus 2016 startte Veerle Nijs deze facebookgroep op in Vlaanderen. Deze groep had in het begin (november 2016) bijna 800 leden, daarna groeide het ledenaantal uit tot 15.000 (januari 2017). In augustus 2019, na drie jaar actief te zijn, was het ledenaantal reeds gestegen tot bijna 50.000. De uitdaging was toen om in elke Vlaamse stad minstens één boek te vondeling leggen. In 2021 is het ledenaantal nog verder gegroeid tot meer dan 73.000 leden. In juli 2024 werd de kaap van 100.000 leden gerond.
In september 2021 startte Veerle Nijs, via een vzw, een eigen boekpromotiecampagne. Er werd een eigen boek uitgebracht met de titel 'De Boekenjagers', waarvoor verschillende auteurs zoals Filip Bastien, Diane Broekhoven, Patrick De Bruyn, Herr Seele, Toon Telligen, Lize Spit en Lucinda Riley een kort verhaal aanleverden. De opbrengst van het boek stimuleert leesbevorderingsprojecten zoals de luisterpuntbibliotheek, het Lezerscollectief en de boekenkaravaan.

## Mascotte
De facebookgroep heeft een mascotte in de persoon van Odette Van Hecke. De toen 92-jarige Gentse sloot zich in 2020 aan bij de groep.